# ジョン・デ・ランシー (音楽家)

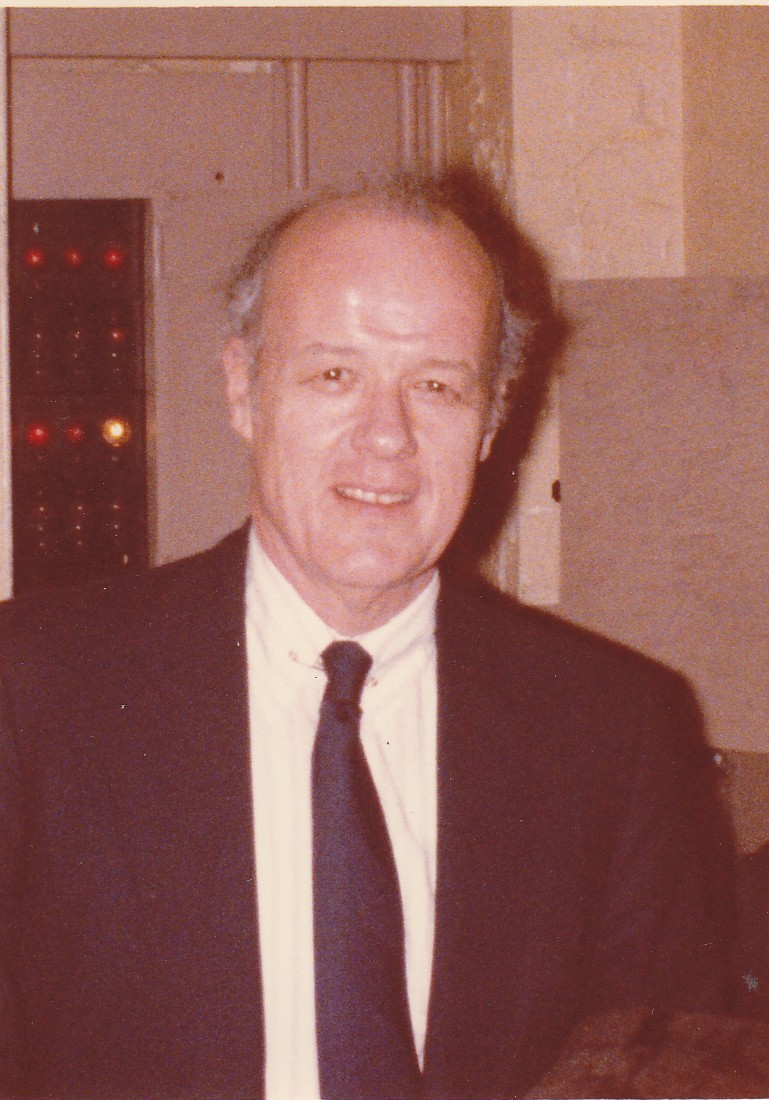
ジョン・デ・ランシー

ジョン・デ・ランシー（John de Lancie、1921年7月26日 – 2002年5月17日）はアメリカ合衆国の音楽家・教育者。フィラデルフィア管弦楽団の首席オーボエ奏者を長年にわたって務め上げた。

## 略歴
1921年にカリフォルニア州バークレーに生まれる。
第二次世界大戦に従軍した。従軍中の欧州滞在時にリヒャルト・シュトラウスと面談する機会を得て、オーボエ協奏曲を作曲する考えはありませんかとシュトラウスに持ちかけた。これがシュトラウスの《オーボエ協奏曲》誕生の契機となった。またジャン・フランセは、デ・ランシーの依頼に応じて《花時計》を完成させた。
1977年から1985年まで母校カーティス音楽院の教壇に立つ傍ら、その院長を務めた。亡くなる頃には、伝説のオーボエ奏者マルセル・タビュトー直系の弟子の、数少ない生き残りとなっていた。
2002年、カリフォルニア州ウォールナットクリークにて他界。80歳。
同名の息子ジョンは俳優であり、「スター・トレック」シリーズなどに出演する傍ら、カリフォルニアで演劇の教職を務めている。
NHKではジョン・ド・ランシーと表記している。